# Société Générale de Surveillance
Société Générale de Surveillance (SGS S.A.) é uma empresa suiça de inspeção, verificação, teste e certificação. Atualmente com sede em Genebra Suíça, fundada em 1878 em Rouen França. 
Está presente em mais de 140 países, com instalações fixadas em quatro continentes.  Tem cerca de 1000 escritórios e laboratórios acreditados oficialmente, e empregando atualmente mais de 89.000 pessoas em todo o mundo. Os serviços prestados pela empresa concentram-se em soluções de inspeção, verificação, análise e certificação, abrangendo os mais diversos setores, entre os quais se destacam o industrial, o automobilístico, o alimentar e o têxtil. 
Ela possui uma filial no Brasil.

## SGS em Portugal
A SGS iniciou a sua atividade em Portugal em 1922, desenvolvendo serviços de certificação de Sistemas e Serviços, Inspecção, Gestão de Risco, Testes e Análises, Consultoria Técnica e Formação, entre outros. Hoje em dia tem em Portugal uma sede – em Lisboa – e seis filiais – Sines, Leça da Palmeira, Maia, Funchal, Póvoa de Santa Iria e Ponta Delgada.